# Jannette van Belen
Jannette van Belen (Leiden, 29 mei 1998) is een Nederlands voetbalspeelster. Ze speelt als aanvaller voor Telstar in de Vrouwen Eredivisie.

## Carrière
Van Belen speelde bij de jeugd van Quick Boys, en speelde vervolgens bij FC Rijnvogels in het eerste team in de Topklasse. Ze werd gescout door ADO Den Haag, waar ze uitkomt in de Eredivisie Vrouwen. Van Belen liep in de laatste wedstrijd in het seizoen 2021-22 tegen FC Twente een zware knieblessure op en zal komend seizoen langdurig moeten revalideren.
Van Belen deed mee aan Nederlands militair voetbalelftal met wereldkampioenschap in 2022.
Op 8 juni 2023 tekent zij een eenjarig contract bij Telstar. Op 9 september 2023 in de uitwedstrijd tegen PSV maakte van Belen zijn debuut voor Telstar. De wedstrijd werd verloren met 5-0. 

## Statistieken
| Seizoen | Club         | Land      | Competitie | Wedstrijden | Doelpunten |
| ------- | ------------ | --------- | ---------- | ----------- | ---------- |
| 2019/20 | ADO Den Haag | Nederland | Eredivisie | 6           | 0          |
| 2020/21 | ADO Den Haag | Nederland | Eredivisie | 17          | 2          |
| 2021/22 | ADO Den Haag | Nederland | Eredivisie | 28          | 9          |
| 2022/23 | ADO Den Haag | Nederland | Eredivisie | 0           | 0          |
| 2023/24 | Telstar      | Nederland | Eredivisie | 12          | 2          |
| Totaal  | Totaal       | Totaal    | Totaal     | 63          | 13         |

Laatste update: 27 januari 2024

## Erelijst

### FC Rijnvogels
- Hoofdklasse zaterdag: seizoen 2018/19